# Evangelische Kirche (Sondheim im Grabfeld)

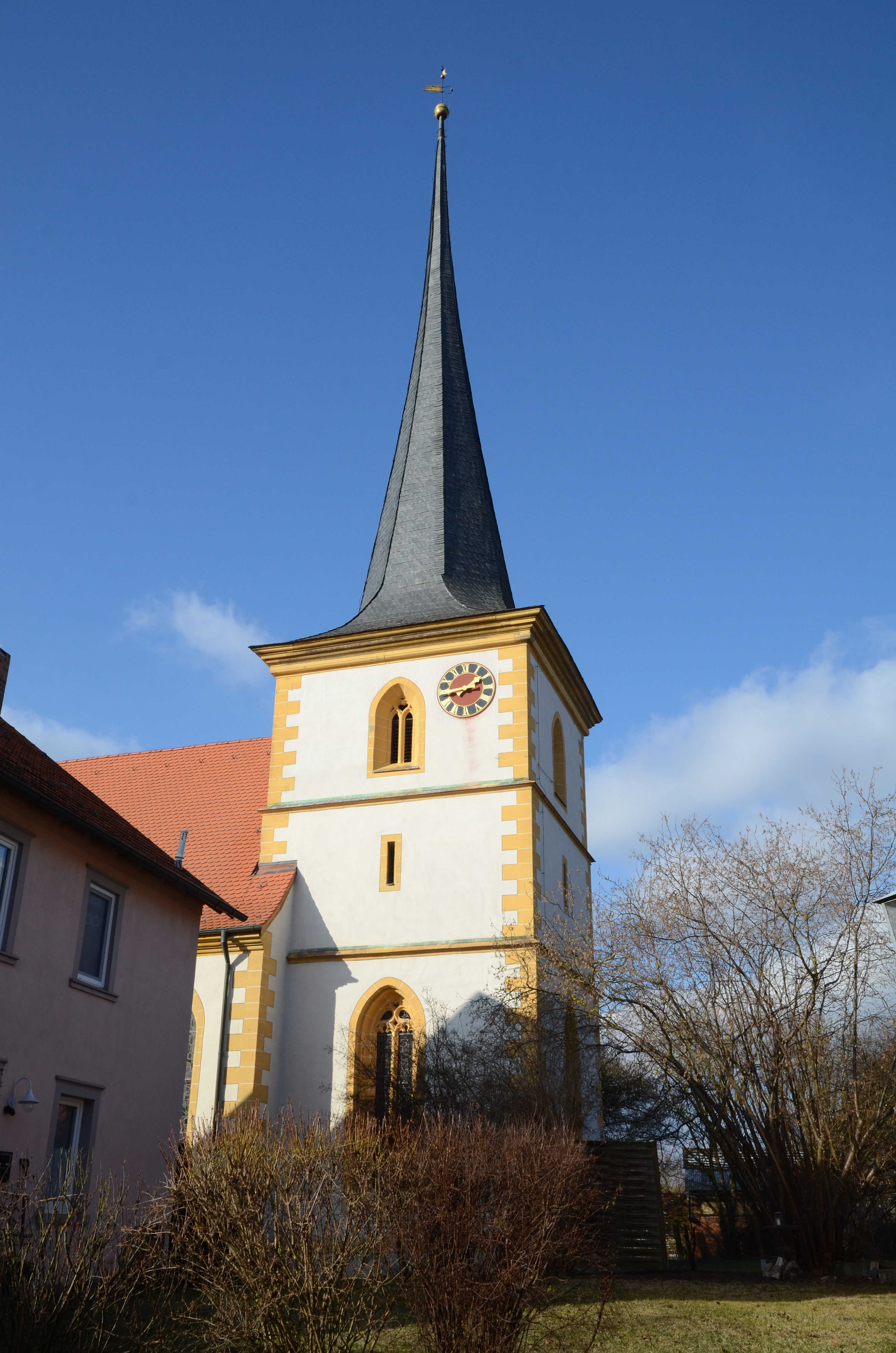
Die evangelische Kirche in Sondheim im Grabfeld in Mellrichstadt

Die Evangelische Kirche Sondheim befindet sich in Sondheim, einem Gemeindeteil von Mellrichstadt im unterfränkischen Landkreises Rhön-Grabfeld in Bayern.
Die Chorturmkirche gehört zu den Baudenkmälern von Mellrichstadt und ist unter der Nummer D-6-73-142-138 in der Bayerischen Denkmalliste registriert. Die Kirchengemeinde Bad Neustadt a. d. Saale gehört zum Dekanat Bad Neustadt an der Saale, einem der 19 Dekanate des Kirchenkreises Ansbach-Würzburg der Evangelisch-Lutherischen Kirche in Bayern.

## Geschichte
Die Geschichte und das frühere Patrozinium der ersten Kirche von Sondheim im Grabfeld sind heute gleichermaßen unbekannt. Bekannt ist, dass es eine kleine Kapelle mit zwei Glocken und alten Figuren gab; diese Ausstattung ist jedoch inzwischen verschollen. Das Alter ist heute nur noch durch einen archaischen Taufstein mit spitzbogigem Rundfries überliefert, der beim Abbruch des Backhauses im Jahr 1955 entdeckt wurde.
Die heutige Kirche wurde auf ihrem Vorgängerbau errichtet und war im Jahr 1608 unter dem evangelischen Pfarrer Michael Muretus (Amtszeit 1605–1618) vollendet. Das spätgotisch inspirierte Kreuzrippengewölbe wird von einem Schlussstein mit dem Wappen  der Familie von Herbilstadt verziert. Die Kirche steht in der alten Bautradition „Juliusstil“. Merkmale dafür sind die Maßwerkfenster und das spitzbogige Hauptportal der Südfassade, dessen Profile sich zum Stabwerk kreuzen. Dies findet sich so ähnlich auch in anderen Kirchen der Region.
Im Kircheninneren befand sich von Anfang an eine Empore aus Holz. Die Kirche war auffällig in ocker und rot ausgemalt und hatte eine Kassettendecke aus Holz. Die bedeutendste Ausstattung ist das im Jahr 1958 freigelegte, überlebensgroße St.-Christophorus-Fresko an der Südwand. Vom gleichen Maler dürfte das Porträtmedaillon über der Kanzel, die seit 1608 zur Ausstattung gehört, stammen. Der Bildhauer der Kanzel, der mit „I W“ signierte, ist unbekannt. Die wertvolle Glocke der Kirche stammt von 1610.
Aus dem Jahr 1708 stammt eine zweite Empore, deren Brüstungen in ihrer ursprünglichen Gestalt mit Bildern bemalt waren. Im Jahr 1734 installierte in der Kirche der Orgelbauer Johann Ernst Döring für 200 Gulden seine erste Orgel. Ihre Verzierungen dürften von Peter Würli aus Rappershausen stammen. Zeitgleich entstand ein Treppenturm aus Fachwerk als Zugang zur Orgel.
Im Jahr 1736 wurde der einfache barocke Altar aufgestellt. Die Figur des Auferstandenen soll noch aus der Entstehungszeit der Kirche stammen. Zur Entstehungszeit der Kirche oder früher entstand der Taufengel, der einen Blütenkranz über seinem Kopf hält, der das zinnerne Taufbecken halten kann. Mit Hilfe eines zweiten Aufsatzes in Form eines Kapitels kann er auch zum Lesepult umfunktioniert werden.
Unter Pfarrer Karl Eichner (Amtszeit 1908–1914) wurde im Jahr 1908 eine große Kirchenrenovierung durchgeführt. Der Raum wurde im Stil des Historismus umgestaltet und zeitgemäße farbige Glasfenster des Glasmalers Heinrich van de Spek installiert. Auf der Südszene zeigen sie zwei Szenen aus dem Lukas-Evangelium, ein Bild zeigt den Pfarrer selbst. Das Chorfenster ist in Art-déco-Ornamentik gestaltet und wurde im Jahr 1920 „Unseren Helden“ zum Gedenken an die im Ersten Weltkrieg gefallenen Soldaten von Sondheim gewidmet.
Im Jahr 2005 wurde der Kirchenraum im Stil der ursprünglichen Farbgebung von 1608 in den kräftigen Farben rot und ocker neu bemalt.